# Руфин (византијски епископ)
Руфин Византијски је био византијски епископ у периоду од 272. до 284. године. Његов претходник био је Дометије, а његов наследник Проб. 